# Following ghosts
Following ghosts is een studioalbum van Galahad. Na het vorige album Sleepers kwam er een stilte. Er verscheen wel materiaal in de vorm van een livealbum en een verzameling oud soms onuitgegeven werk. Drie jaar na Sleepers volgde dit album, waarbij de samenstelling van de band weer was gewijzigd. De opnamen vonden plaats in Ringwood, Hampshire. Het album werd ingedeeld bij de stroming neoprog, maar klinkt lang niet zo zwaar als de branchegenoten Pendragon en Arena. De stem van Nicholson klinkt op dit album als een mengeling van de stem van Fish en die van de Pet Shop Boys, maar heeft in “Shine”ook wat weg van de stem van Jon Anderson. De muziek van Following ghosts wordt voorafgegaan door de gesproken mededeling, dat de band blij is dat je het gekocht hebt en vooral luid moet afspelen (ELEVEN).
"De-constructing ghosts" is een tussenalbum met remixen van dit album.   

## Musici
- Stuart Nicholson – zang
- Roy Keyworth – gitaar
- Spencer Luckman – slagwerk, percussie
- Neil Pepper – basgitaar
- Dean Baker – toetsinstrumenten

Met
- Sarah Quilter – dwarsfluit, klarinet, zang
- Steve Smith – piano
- Kate Jenner - zang

## Muziek
| Nr. | Titel                                                                             | Duur  |
| --- | --------------------------------------------------------------------------------- | ----- |
| 1.  | Myopia                                                                            | 5:00  |
| 2.  | Imago                                                                             | 5:53  |
| 3.  | A short reflection on two past lives (part one)                                   | 3:53  |
| 4.  | karma for one                                                                     | 6:23  |
| 5.  | Perfection personified                                                            | 4:51  |
| 6.  | Bug eye                                                                           | 13:58 |
| 7.  | A short reflection on two past lives (part two)                                   | 5:52  |
| 8.  | Ocean blue                                                                        | 7:13  |
| 9.  | Rejuvenation                                                                      | 1:59  |
| 10. | Easier said than done                                                             | 4:31  |
| 11. | Shine (A: Like a bolt out of the blue; B: The pain she feels inside: C: Shine on) | 14:01 |